# Lower Town (Isles of Scilly)
Lower Town – wieś w Anglii, na wyspach Scilly, w hrabstwie ceremonialnym Kornwalia. Leży 58 km na zachód od miasta Penzance i 468 km na zachód od Londynu.